# 秀丽浮蚕
秀丽浮蚕（学名：Tomopteris elegans）为浮蚕科浮蚕属的动物。分布于地中海、大西洋、印度洋、太平洋，包括台湾海峡、东海、南海等海域。